# 正言 (官職)
正言，宋代官名。

## 沿革
唐代有左右拾遗，杜甫即擔任過拾遺，宋太宗時改拾遺為正言，擔任的工作是諫諍之職，《续资治通鉴·宋太宗端拱元年》載：“帝以补闕、拾遗多循默，不修职业，二月乙未，改左右补闕为左右司諫，左右拾遗为左右正言。”
正言又分左、右正言，分屬門下、中書二省，左高而右低。左正言因隸屬门下省，又称“左省”。